# Amayé-sur-Orne
Amayé-sur-Orne és un municipi francès situat al departament de Calvados i a la regió de Normandia. L'any 2007 tenia 982 habitants.

## Demografia

### Població
El 2007 la població de fet d'Amayé-sur-Orne era de 982 persones. Hi havia 350 famílies de les quals 38 eren unipersonals (15 homes vivint sols i 23 dones vivint soles), 119 parelles sense fills, 181 parelles amb fills i 12 famílies monoparentals amb fills.
La població ha evolucionat segons el següent gràfic:
Habitants censats

### Habitatges
El 2007 hi havia 367 habitatges, 348 eren l'habitatge principal de la família, 8 eren segones residències i 12 estaven desocupats. 364 eren cases i 3 eren apartaments. Dels 348 habitatges principals, 302 estaven ocupats pels seus propietaris i 46 estaven llogats i ocupats pels llogaters; 5 tenien dues cambres, 29 en tenien tres, 66 en tenien quatre i 249 en tenien cinc o més. 316 habitatges disposaven pel capbaix d'una plaça de pàrquing. A 97 habitatges hi havia un automòbil i a 241 n'hi havia dos o més.

### Piràmide de població
La piràmide de població per edats i sexe el 2009 era:
| Homes | Edats   | Dones |
| ----- | ------- | ----- |
| 0     | 95 o +  | 0     |
| 0     | 90 a 94 | 0     |
| 0     | 85 a 89 | 0     |
| 0     | 80 a 84 | 4     |
| 4     | 75 a 79 | 8     |
| 12    | 70 a 74 | 12    |
| 12    | 65 a 69 | 8     |
| 16    | 60 a 64 | 28    |
| 24    | 55 a 59 | 12    |
| 32    | 50 a 54 | 36    |
| 56    | 45 a 49 | 52    |
| 12    | 40 a 44 | 32    |
| 36    | 35 a 39 | 24    |
| 8     | 30 a 34 | 12    |
| 20    | 25 a 29 | 12    |
| 36    | 20 a 24 | 20    |
| 20    | 15 a 19 | 32    |
| 28    | 10 a 14 | 28    |
| 8     | 5 a 9   | 12    |
| 24    | 0 a 4   | 0     |

## Economia
El 2007 la població en edat de treballar era de 636 persones, 500 eren actives i 136 eren inactives. De les 500 persones actives 471 estaven ocupades (238 homes i 233 dones) i 28 estaven aturades (15 homes i 13 dones). De les 136 persones inactives 64 estaven jubilades, 43 estaven estudiant i 29 estaven classificades com a «altres inactius».

### Ingressos
El 2009 a Amayé-sur-Orne hi havia 358 unitats fiscals que integraven 1.061,5 persones, la mediana anual d'ingressos fiscals per persona era de 21.225 €.

### Activitats econòmiques
Dels 21 establiments que hi havia el 2007, 8 eren d'empreses de construcció, 3 d'empreses de comerç i reparació d'automòbils, 1 d'una empresa de transport, 3 d'empreses d'hostatgeria i restauració, 3 d'empreses de serveis, 2 d'entitats de l'administració pública i 1 d'una empresa classificada com a «altres activitats de serveis».
Dels 13 establiments de servei als particulars que hi havia el 2009, 1 era un establiment de lloguer de cotxes, 1 autoescola, 2 paletes, 1 guixaire pintor, 2 fusteries, 1 lampisteria, 1 electricista, 1 perruqueria i 3 restaurants.
Dels 3 establiments comercials que hi havia el 2009, 1 era una botiga de més de 120 m², 1 una botiga de menys de 120 m² i 1 una fleca.
L'any 2000 a Amayé-sur-Orne hi havia 10 explotacions agrícoles que ocupaven un total de 735 hectàrees.

## Equipaments sanitaris i escolars
El 2009 hi havia una escola elemental.

## Poblacions més properes
El següent diagrama mostra les poblacions més properes.